# IBM System/390

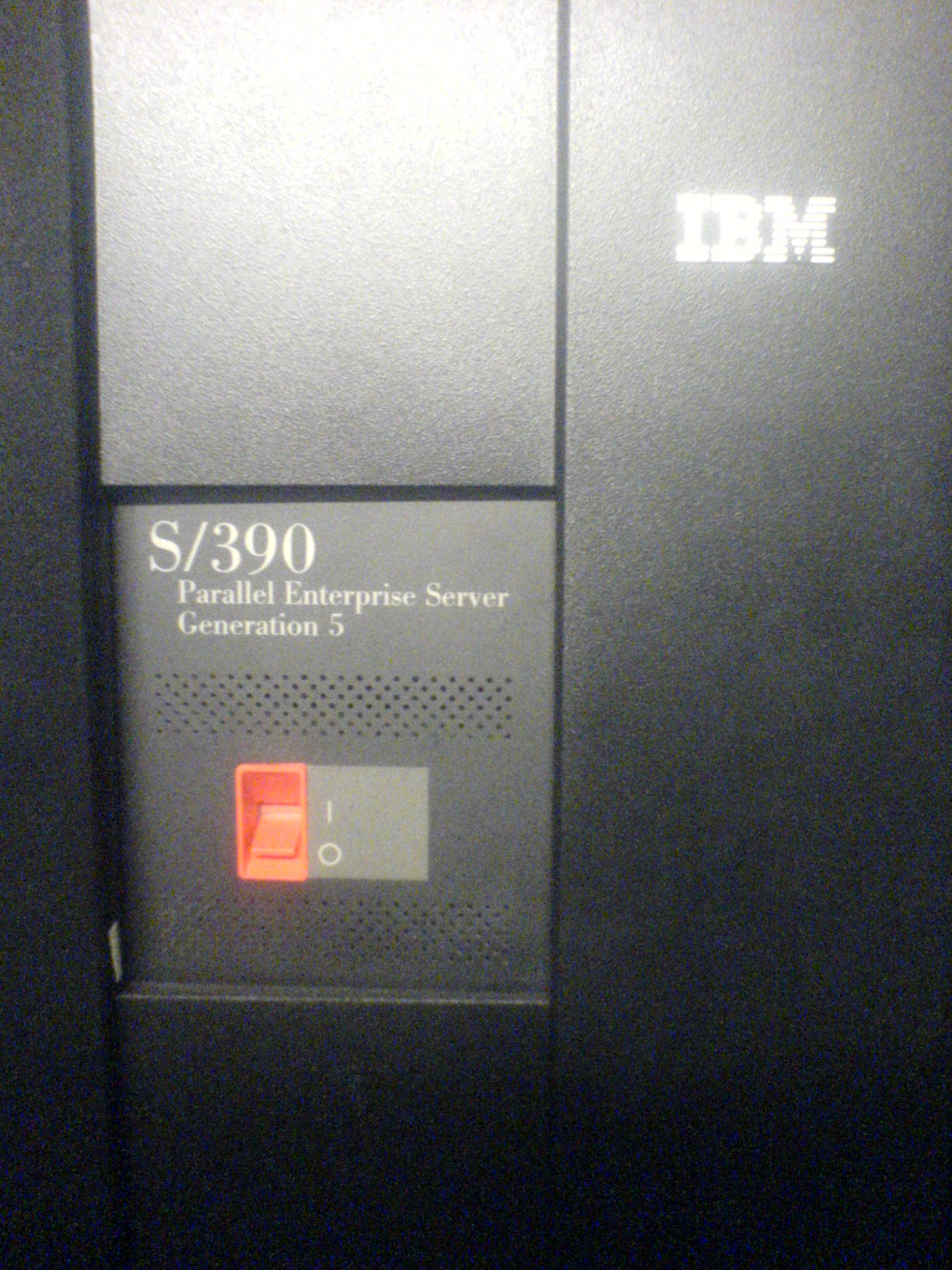

IBM System/390 (також S/390, ESA/390) — мейнфрейми комп'ютерної архітектури IBM ESA/390, розроблені компанією IBM. Випуск розпочатий в 1990 році.
IBM ESA/390 (англ. Enterprise Systems Architecture/390) є розвитком архітектур IBM System/360 і IBM System/370. Мейнфрейми System/390 підтримували сумісність прикладних програм «знизу-вгору» і виявились свого роду реалізацією концепції системної інтеграції.
Система виявилася настільки наближеною до користувача, стабільною і детально описаною, що вважається[ким?] відкритою (термінологічний парадокс). Детальний опис системи є розвитком специфікацій IBM/360 та IBM/370, які вважаються[ким?] зразком стилю викладення технічної документації і зазнали численних перекладів.
В результаті перегляду бізнес інфраструктури в 2000 році, подальший розвиток архітектури лінії IBM S/390 отримав назву z/Architecture, а мейнфрейми — IBM zSeries і System z9.

## Операційні системи
OS/390, VM/CMS, VSE, Linux/390 та всі системи System/370.